# Storia immortale
(Elishama Levinsky)
Storia immortale (Une Histoire immortelle) è un film del 1968 scritto e diretto da Orson Welles, tratto dall'omonimo racconto di Karen Blixen (contenuto nel volume Capricci del destino del 1958), presentato in concorso al Festival di Berlino.
Primo film a colori di Orson Welles, malgrado non raggiunga la durata di un'ora è uno dei film più importanti di Welles e ne rappresenta una sorta di testamento, poiché nell'interpretare l'ennesimo uomo solo e apparentemente onnipotente, come Kane, Arkadin e Quinlan, un personaggio che incarna la figura stessa del regista cinematografico, riflette sulla vanità delle azioni umane, sulla presunzione di voler dare sostanza ai sogni, ossia sul rapporto tra arte e realtà, e sull'inevitabile destino di fallimento e morte.

## Trama
Alla fine del XIX secolo, nell'isola portoghese di Macao, l'anziano mercante americano mr. Clay, immensamente ricco ma gretto e solo, a cui non piacciono le finzioni ma i puri fatti, decide di far diventare realtà una vecchia storia sentita molti anni prima e abitualmente raccontata sulle navi mercantili come episodio realmente accaduto, che narra di un marinaio a cui un ricco signore offre venti ghinee per passare la notte con la propria bella e giovane moglie e dargli un erede.
Deciso a interpretare lui stesso il ruolo del ricco signore, incarica il suo contabile e factotum ebreo Elishama Levinsky di trovare una donna adatta ad interpretare il ruolo della moglie, mentre si reca in prima persona nel quartiere del porto per trovare il marinaio. Elishama
offre cento ghinee per partecipare alla messinscena a Virginie Ducrot, scelta non casualmente, perché figlia di un socio in affari di mr. Clay morto suicida a causa dell'insolvenza di un debito proprio con il mercante che si era poi impossessato della sua casa, la quale accetta solo per le trecento ghinee dell'antico debito, persuasa da Elishama che questa storia porterà in un modo o nell'altro alla fine di mr. Clay. Ingaggiato quindi per venti ghinee il giovane marinaio Paul, reduce da un naufragio che l'ha costretto a trascorrere un anno solo su un'isola deserta, a cui il compenso è necessario per acquistare una nuova imbarcazione, quella sera la messinscena può avere luogo nella casa di mr. Clay.
L'incontro tra Virginie e Paul si svolge come programmato da mr. Clay che, ottenuto ciò che desiderava, muore. Quello che però il mercante non ha potuto prevedere è che il giovane marinaio, che non ha mai conosciuto l'amore di una donna prima di quella notte, non ha alcuna intenzione di raccontare ad altri quanto gli è accaduto e di rendere quindi reale a tutti gli effetti quella storia.

## Differenze con il racconto
Il racconto La storia immortale, che nei titoli di testa è accreditato a Isak Dinesen, ha come protagonista un ricco inglese con eredi a Londra, mentre nel film più volte si parla di un americano.
La ricerca del marinaio al porto è due volte infruttuosa, ma nella sceneggiatura si racconta immediatamente dell'ultimo tentativo, peraltro tribolato: il marinaio minaccia Clay con un coltello, fatto che nel film è solo suggerito.
La mattina Virginie è sconvolta dalla possibilità che Paul la veda alla luce del giorno e lo invita ad andarsene, senza vincerne la resistenza. Il saluto tra i due, nella sceneggiatura di Welles, è decisamente abbreviato.
Nel finale Levinsky annuncia che mr. Clay è morto, ma nel racconto questo fatto non c'è, e Clay si accascia soltanto esausto.

## Produzione
Storia immortale, il cui titolo in origine avrebbe dovuto essere The Guinea Piece, avrebbe dovuto far parte di un'antologia ispirata alle novelle di Karen Blixen, ma fu l'unico episodio ad essere realizzato: The Heroine fu abbandonato dopo un solo giorno di riprese, a Budapest per l'insolvenza del produttore inglese. The Country Tale, con Peter O'Toole, non fu nemmeno avviato.
Le riprese in esterni furono realizzate tra il settembre e il novembre 1966 a Madrid e Parigi.

## Distribuzione
Co-prodotto dalla televisione francese ORTF (Office de Radiodiffusion Télévision Française), fu contemporaneamente proiettato al cinema a Parigi e trasmesso in televisione per la prima volta il 24 maggio 1968.
In Italia, il film non fu distribuito nelle sale cinematografiche e fu trasmesso in televisione l'8 marzo 1970. Fu proiettato per la prima volta al cinema, grazie a Paolo Mereghetti, l'11 maggio 1977 presso la sala dell'Obraz Cinestudio di Milano.
Nel 2003 è stato distribuito in DVD da Ripley's Home Video in un'edizione che contiene tre versioni, quella inglese di 58 minuti e quelle francese e italiana più brevi, di 46 minuti.